# Casa Foscari Mocenigo

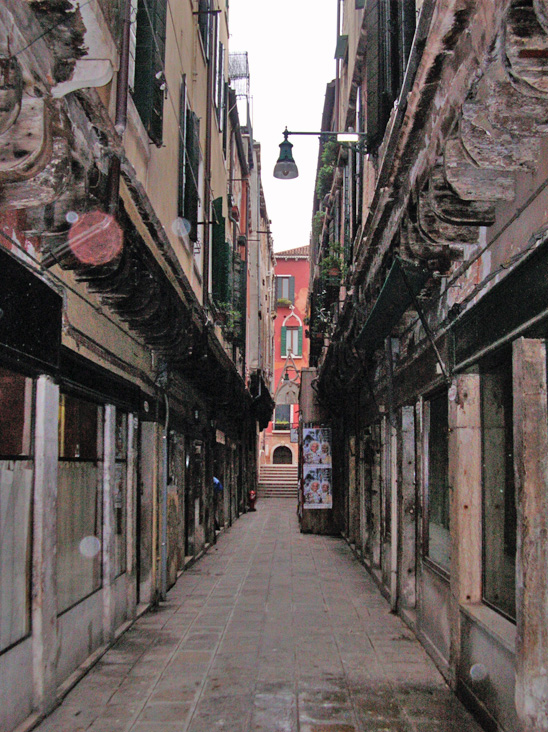
La Calle del Paradiso.

Casa Foscari Mocenigo è un edificio veneziano sito nel sestiere di Castello.

## Storia
Fu iniziato nel 1407 sotto un tal Andrea Foscari, abate dell'abbazia di Pomposa, sita presso Comacchio. Subì in seguito rimaneggiamenti nel XVI e nel XVII secolo. Passò nel 1491 dai Foscari ai Mocenigo con le nozze tra Pellegrina Foscari e Alvise Mocenigo dalle Zogie, che divenne in questo modo proprietario anche di tutte le altre case affacciate sulla calle.

## Architettura
È l'edificio di testa di un complesso di ventisei case affacciate sulla calle del Paradiso, sita a San Lio e culminate nel Ponte del Paradiso. Ritenuto uno dei più graziosi esempi di edificio recante barbacani lignei, presenta in facciata un antico impianto veneto-bizantino, snaturato da interventi posteriori dovuti alla necessità di adattare l'edificio alle nuove necessità. La facciata principale si sviluppa su quattro livelli: il piano terra presenta un portale ad acqua inflesso, affine agli stilemi dell'architettura bizantina, il mezzanino piccole monofore, il piano nobile una trifora bizantina (poi trasformata in quadrifora mediante l'aggiunta di un arco rinascimentale) e due monofore e quello superiore una bifora e due monofore.
La facciata laterale è traforata da due trifore, l'una gotica e l'altra rinascimentale. Alle due estremità della calle si trovano due archi che, un tempo, volevano significare il possesso degli stabili su entrambi i lati della via. Il più bello e grandioso è quello sul ponte verso campo Santa Maria Formosa, recante sul lato del rio una Madonna della Misericordia che accoglie nel suo manto una piccola figura in preghiera e su quello della calle gli stemmi di entrambe le famiglie.